# Helina atereta
Helina atereta este o specie de muște din genul Helina, familia Muscidae, descrisă de Feng, Yang și Fan în anul 2004. Conform Catalogue of Life specia Helina atereta nu are subspecii cunoscute.